# Agnam Lidoubé
Pour les articles homonymes, voir Agnam.

Agnam Lidoubé est un village situé au Sénégal, plus précisément dans la région de Matam, au nord-est du pays. Cette région est connue pour sa culture peule et son importance dans l'histoire et la société sénégalaise. Agnam Lidoubé fait partie de la communauté rurale des Agnam Civol, une zone qui regroupe plusieurs villages avec des caractéristiques culturelles et sociales communes. Agnam Lidoubé est un village sahélien du nord-est du Sénégal situé à l'est du village d'Agnam-Goly, à l'Ouest d'Agnam Thiodaye.
Le village et ses alentours sont principalement habités par des agriculteurs et des éleveurs, et la vie communautaire y est fortement influencée par les traditions et les coutumes locales. Les défis auxquels fait face cette région incluent l'accès à l'eau potable, l'éducation, et les infrastructures de santé, comme dans de nombreux villages ruraux du Sénégal.

## Histoire
En 2004, plusieurs scènes de Lili et le Baobab, un film de Chantal Richard interprété par Romane Bohringer, ont été tournées à Agnam Lidoubé.

## Administration
Agnam Lidoubé est situé dans le département de Matam, dans la région de Matam. Le village fait partie de la communauté rurale de Agnam Civol, actuel commune des Agnam. Le chef de village s'appelle Samba Yaya Ly et l'imam Thierno Hammadi Hawo Ly. L'illustre homme derrière les projets réalisés et les projets en cours s'appelle Samba Touré, auteur du livre Itinéraire d'un nomade

### Les structures villageoises
L'UFAL (Union des Femmes d’Agnam Lidoubé) et l'ADSCAL (Association pour le Développement Socioculturel d’Agnam Lidoubé) sont deux associations complémentaires et les principales actrices de toutes les activités sociales et économiques du village. Il y a une association des jeunes : Gooto-Rewaa qui s’occupe plutôt des activités sportives et une association des élèves et étudiants qui donne des cours pendant les grandes vacances aux élèves, fait des conférences pour sensibiliser les habitants sur l’éducation, l’hygiène, la santé. Une structure de coordination de toutes les activités, sociales, éducatives, économiques, dans laquelle il y a tous les représentants du village, a été créée en janvier 2007.

### La Coordination Générale d’Agnam Lidoubé pour le Développement (CGALD)

#### Les Instances
- L’Assemblée Générale Villageoise (AGV) : tous les villageois
- Le Conseil d’Administration (CA) :
  - L’Imam de la mosquée et le Chef du village
  - Les hommes de la mosquée « les sages » : 4 personnes
  - L’UFAL : 9 personnes
  - L’ADSCAL : 7 personnes
  - L’association des étudiants et des élèves : 4 personnes.

#### Les activités et leurs comités de gestion et de suivi
- Le social et l’entraide (baptême, mariage, funérailles) : les sages, UFAL, ADSCAL (9 membres)
- Les enseignements (école française, pulaar, coranique et professionnelle liée aux activités de développement du village) : les sages, UFAL, ADSCAL, APE, Enseignants, Ass. des élèves et étudiants (8 membres + 5 enseignants)
- L’hygiène et la gestion des déchets ménagers : UFAL, ADSCAL, école, Ass. des élèves et étudiants (12 membres)
- La gestion des eaux de consommation : UFAL et ADSCAL forment le comité d’administration et technique (10 membres)
- Le jardin légumier : UFAL et ADSCAL (8 membres)
- La caisse de micro-crédit : UFAL, ADSCAL, les sages (11 membres)
- Projets économiques et générateurs de revenus : le GIE – « Yooli Korel » (9 membres)
- La gestion de la mosquée, du cimetière et de la pirogue : les sages et ADSCAL (6 membres)
- Les sports et la culture : la jeunesse (Gooto-Rewaa) et  l’Ass. des élèves et étudiants, ADSCAL, UFAL (12 membres)

#### Les réunions
- Assemblée Générale  se tient tous les 4 mois, sauf Assemblée générale extraordinaire.
- Conseil d’administration se réunit le 1er jeudi de tous les 2 mois, réunion convoquée d’urgence.
- Les groupements et sous groupements se réunissent en fonction de la marche de leurs activités

#### Partenaires du village
- ALDA (Association de Liaison pour le Développement d’Agnam)
- Association « les Amis d’Agnam » (association française)
- EMI (Entraide Médicale Internationale) en Calvados France
- ANCAR (Agence Nationale de Conseil Agricole et Rural) Sénégal
- Association Transafricaine Amitié Afrique- CAEN PME SOLIDAIRES

## Géographie

### Population
Agnam Lidoubé compte environ 1 800 habitants répartis dans plus d'une centaine de ménages. La population est marquée par le fort taux d'exode, qui d'ailleurs, est un phénomène caractéristique de tous les villages du Fouta.
Depuis que la pluie saisonnière ne permet plus d'avoir des récoltes qui permettent aux populations d'assurer leur survie durant toute l'année, les jeunes se sont orientés à aller dans les grandes villes du pays (particulièrement Dakar), mais aussi dans les grandes mégalopoles africaines et dans les pays occidentaux.

### Économie
Les pécules qu'ils envoient permettent aux familles d'atténuer les difficultés dues à la sécheresse.
Le village d’Agnam Lidoubé, comme tous les villages de la moyenne vallée du fleuve Sénégal, tiraient leurs subsistances de l’agriculture du Waalo (zone inondable) et du Jeeri (zone cultivable pendant la saison des pluies). L’élevage et la pêche complétaient les revenus familiaux. Mais depuis 1970, début de la sécheresse et de la désertification, l’environnement s’est appauvri et a perdu tout son potentiel pour faire vivre les habitants. Depuis la construction des barrages sur le fleuve, dans les années 1990, le problème a empiré, d’autant que les villages éloignés du fleuve, comme Agnam Lidoubé, ne sont pas encore concernés par les cultures irriguées.
Pour le cheptel (bovins, ovins et caprins), 50 % environ des habitants du village possèdent 2 vaches, 5 moutons et 5 chèvres par famille en moyenne. Il faut préciser que les ruminants étaient gardés pour le lait qu’on en retire pendant la saison des pluies (3 à 4 mois dans l’année). Par manque de cette denrée, le lait en poudre vient de l’Occident, particulièrement de la France ou des Pays-Bas. Il est commercialisé au village à 2 000 F CFA (3,05 euros) par kg.
Les poissons, denrées plus abordables (yaboy, un genre de sardine) que la viande, viennent tous les matins en camions frigorifiques des villages côtiers du pays, comme Mbour. Ils sont vendus 100 à 150 francs CFA l'unité.
Les apports des ressortissants de cette région en Occident sont non négligeables pour la survie de la population. Dans le cas de Agnam Lidoubé, les travailleurs en Europe, qui regroupent leurs envois pour leurs familles restées au village, adressent 5 000 euros en moyenne par mois uniquement pour la nourriture de leurs familles et proches. Au village, on prend en charge, sans poser de question, la famille de sa sœur, de son frère, de sa cousine, des parents proches, s’ils sont pauvres.
C’est par ces exemples que l’on peut comprendre comment les familles qui n’ont pas de revenu vivent encore dans cette zone. Mais il faut encore souligner que la mobilisation des femmes pour des activités rémunérées (jardin, commerce...) a contribué positivement à la possibilité de survivre sur place.

## Notes et références

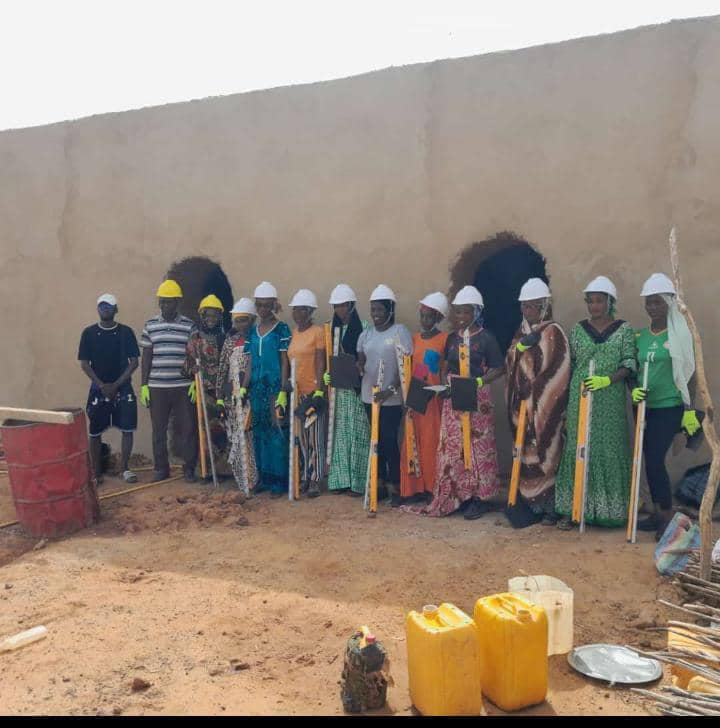
Formation des femmes d'agnam Lidoubé